# السفاح (فلم)
السفاح فيلم إثارة مصري من إنتاج عام 2009، بطولة هاني سلامة ونيكول سابا ، وهو محاكاة للمجرم الشهير بـ«سفاح المهندسين» الذي ارتكب جرائم عدة وأثار الرأي العام إلى أن اعتقل وحكم عليه بالإعدام.

## قصة الفيلم
تدور أحداث الفيلم حول شاب من عائلة مرموقة في المجتمع ولكن مفككة، أفرادها منغمسين في تحقيق مصالحهم الذاتية، فنشأ وحيدا يبحث عن ذاته ويجد ضالته في عصيانه لأسرته و ارتكابه للجريمة منذ نشأته، ويمر الزمن وتزداد قدراته الأجرامية و توحشه في تنفيذ تلك الجرائم وتتنوع علاقاته بالمجتمع الأجرامى، فنجده يشترك في عمليات تجارة السلاح وعمليات الاغتيال السياسية، ثم تقوده الأقدار في إقامة علاقة حب مع فتاة جميلة تغير معالم حياته ويشعر لأول مرة بمعنى الحب ودفئه و يحاول أن يحصل على الأموال لإقامة حياة جديدة مع حبيبته فيعقد النية على أرتكاب آخر جرائمه ليحقق ذلك.

## الممثلون
- هاني سلامة
- نيكول سابا
- خالد الصاوي
- سامي العدل
- سليمان عيد
- أشرف مصيلحي
- نبيل الحلفاوي
- سوسن بدر
- محمد الشرنوبي
- إنعام الجريتلي
- وفاء سالم
- ضياء عبد الخالق
- ناصر سيف
- نادية عزت
- أحمد اللوزي
- حنان يوسف
- شريف عواد
- هشام إسماعيل
- رانيا الملاح

## وصلات خارجية
- السفاح على موقع IMDb (الإنجليزية)
- السفاح على موقع الدهليز
- السفاح على موقع قاعدة بيانات الأفلام العربية
- السفاح على موقع قاعدة بيانات الفيلم (الإنجليزية)
- السفاح على موقع ليتربوكسد (الإنجليزية)